# Jhabrera
Jhabrera é uma cidade e uma nagar panchayat no distrito de Hardwar, no estado indiano de Uttaranchal.

## Demografia
Segundo o censo de 2001, Jhabrera tinha uma população de 9378 habitantes. Os indivíduos do sexo masculino constituem 53% da população e os do sexo feminino 47%. Jhabrera tem uma taxa de literacia de 57%, inferior à média nacional de 59.5%: a literacia no sexo masculino é de 65% e no sexo feminino é de 48%. Em Jhabrera, 18% da população está abaixo dos 6 anos de idade.